# Beneficial Bank
A Beneficial Mutual Bancorp, Inc. operava o Beneficial Bank, um banco de serviço completo cujos ativos totalizaram aproximadamente US$ 5 bilhões após sua aquisição pelo WSFS em 2019. Fundado em 1853, o Beneficial era o maior e mais antigo banco com sede na Filadélfia, Pensilvânia, com mais de 58 locais na Pensilvânia e no sul de Nova Jersey. O banco prestou serviços financeiros, incluindo serviços bancários pessoais e comerciais, hipotecas e empréstimos, gestão de patrimônio, negócios e serviços de seguros.

## História
A fundação do Beneficial Bank foi construída com base na visão de Saint John Neumann de fornecer um local seguro para os imigrantes da Filadélfia depositarem suas economias. Os membros do Conselho de Administração do Hospital St. Joseph se reuniram em 1853 para discutir o início de uma sociedade de fundos de poupança. Nesse mesmo ano, foi incorporada a Sociedade Beneficiária de Fundos de Poupança. Em 1854, o Beneficial Bank iniciou suas operações.
O banco comemorou seu 160º aniversário em 2013. Em 2005, a Beneficial concluiu a aquisição da empresa de seguros Paul Hertel & Co., através de uma subsidiária do banco, a Beneficial Seguros, LLC.
A Beneficial fez outras aquisições importantes nos últimos anos, incluindo a FMS Financial Corporation (empresa controladora do Farmers & Mechanics Bank) e a Federal Savings Bank de St. Edmond. A aquisição mais recente do banco foi a compra de 2015 do Conestoga Bank de Chester Springs, Pensilvânia.
A Beneficial concluiu sua conversão em uma empresa de capital aberto no início de 2015 e foi aconselhada por Sandler O'Neill and Partners.
Em 2014, a Beneficial mudou sua sede para a 1818 Market Street, na Filadélfia, altura em que o edifício foi renomeado para 1818 Beneficial Bank Place.
O WSFS e a Beneficial anunciaram que o WSFS iria adquirir a Beneficial, com a expectativa de fechar o negócio no início de 2019. O acordo foi encerrado em 1º de março de 2019. Escritórios do banco, bem como alguns escritórios do FSM, foram consolidados e/ou renomeados com o nome de FSM em 26 de agosto.